# Lonza
De Lonza is een 22 kilometer lange rivier in het kanton Wallis in Zwitserland. 
Het stroomgebied van de Lonza heeft een oppervlakte van 161,7 km² en komt overeen met het Lötschental. De Lonza vormt zich als smeltwater aan de tong van de Langgletsjer op het grondgebied van de gemeente Blatten, op dat punt op circa 2.750 m boven zeeniveau. Na 21,7 kilometer door het hooggelegen Lötschental en door een stuwmeer bij Ferden en een kloof bij Goppenstein (Ferden) mondt de Lonza uit in de Rhône bij Gampel op een hoogte van 626 m boven zeeniveau. Het verhang van de rivier is derhalve 97,9 m/km.
Op het met kano's bevaarbare gedeelte tussen Blatten en het stuwmeer bij Ferden wordt de Lonza gekenmerkt door snel en zeer moeilijk wildwater. Aan de samenvloeiing met de Rhône vormt de Lonza de grens tussen de dorpen Gampel en Steg.
Het chemische en farmaceutische bedrijf Lonza Group is naar de rivier vernoemd.
De rivier stroomt in stroomafwaartse volgorde door de Zwitserse gemeenten Blatten, Wiler (Lötschen), Kippel en Ferden (alle behorend tot het district Westlich Raron en is vervolgens de gemeentegrens tussen Gampel-Bratsch en Steg-Hohtenn op de grens van de districten Leuk en Westlich Raron tot de monding in de Rhône.